# General der Panzertruppe
General der Panzertruppe, in italiano letteralmente "generale delle truppe corazzate", era un grado degli ufficiali generali dell'Esercito tedesco, specializzati alla guida di grandi unità corazzate.

## Storia
Il grado di  General der Panzertruppe venne introdotto nell'Esercito tedesco nel 1935 per i generali al comando di un corpo d'armata corazzato. Nell'attuale esercito tedesco le denominazioni "General der Panzertruppen", "General der Infanterie", "General der Artillerie" e "General der Fernmeldetruppe" non rappresentano più un grado ma una funzione indipendentemente dal suo grado di ufficiale generale corrispondente approssimativamente a quella  di "Inspekteur der ..." in uso precedentemente alla costituzione della Bundeswehr avvenuta il 12 novembre 1955; nel febbraio 1943 dopo la catastrofe di Stalingrado il Generaloberst (colonnello generale) Heinz Guderian venne richiamato da Hitler e designato Inspekteur der Panzertruppen (ispettore generale delle truppe corazzate) dando un grande impulso in collaborazione col ministro degli armamenti Albert Speer alla produzione di carri armati e alla riorganizzazione delle truppe corazzate.
Il grado era equivalente agli storici gradi di General der Infanterie, General der Kavallerie e General der Artillerie.
Nel 1935, la Wehrmacht introdusse anche i gradi  di General der Nachschubtruppe (approvvigionamenti), General der Gebirgstruppen (truppe di montagna), General der Fallschirmtruppen (paracadutisti) et General der Nachrichtentruppen (transmissioni).

## Corrispondenti degli altri corpi

### Heer
- General der Infanterie (Generale della fanteria)
- General der Kavallerie (Generale della cavalleria)
- General der Artillerie (Generale dell'artiglieria)
- General der Panzertruppe (Generale delle truppe corazzate)
- General der Gebirgstruppe (Generale delle truppe da montagna)
- General der Pioniere (Generale del genio pionieri)
- General der Nachrichtentruppe (Generale delle trasmissioni)
- General der Generaloberstabsarzt (Generale del servizio medico)
- Generaloberstabveterinär (Generale del servizio veterinario)

### Luftwaffe
- General der Fallschirmtruppe (Generale del corpo dei paracadutisti)
- General der Flakartillerie (Generale dell'artiglieria contraerea)
- General der Flieger (Generale del servizio di volo)
- General der Luftnachrichtentruppe (Generale del corpo delle comunicazioni della forza aerea)
- General der Luftwaffe (Generale della Forza aerea)